# NGC 7263-1
NGC 7263-1 (другие обозначения — PGC 68642, MCG 6-49-4, ZWG 514.12, 4ZW 97) — галактика в созвездии Ящерица.
Этот объект входит в число перечисленных в оригинальной редакции «Нового общего каталога».